# Teatr Mały w Łodzi
Teatr Mały w Łodzi – łódzki teatr dramatyczny, założony w roku 2009 na terenie Manufaktury.

## Historia teatru

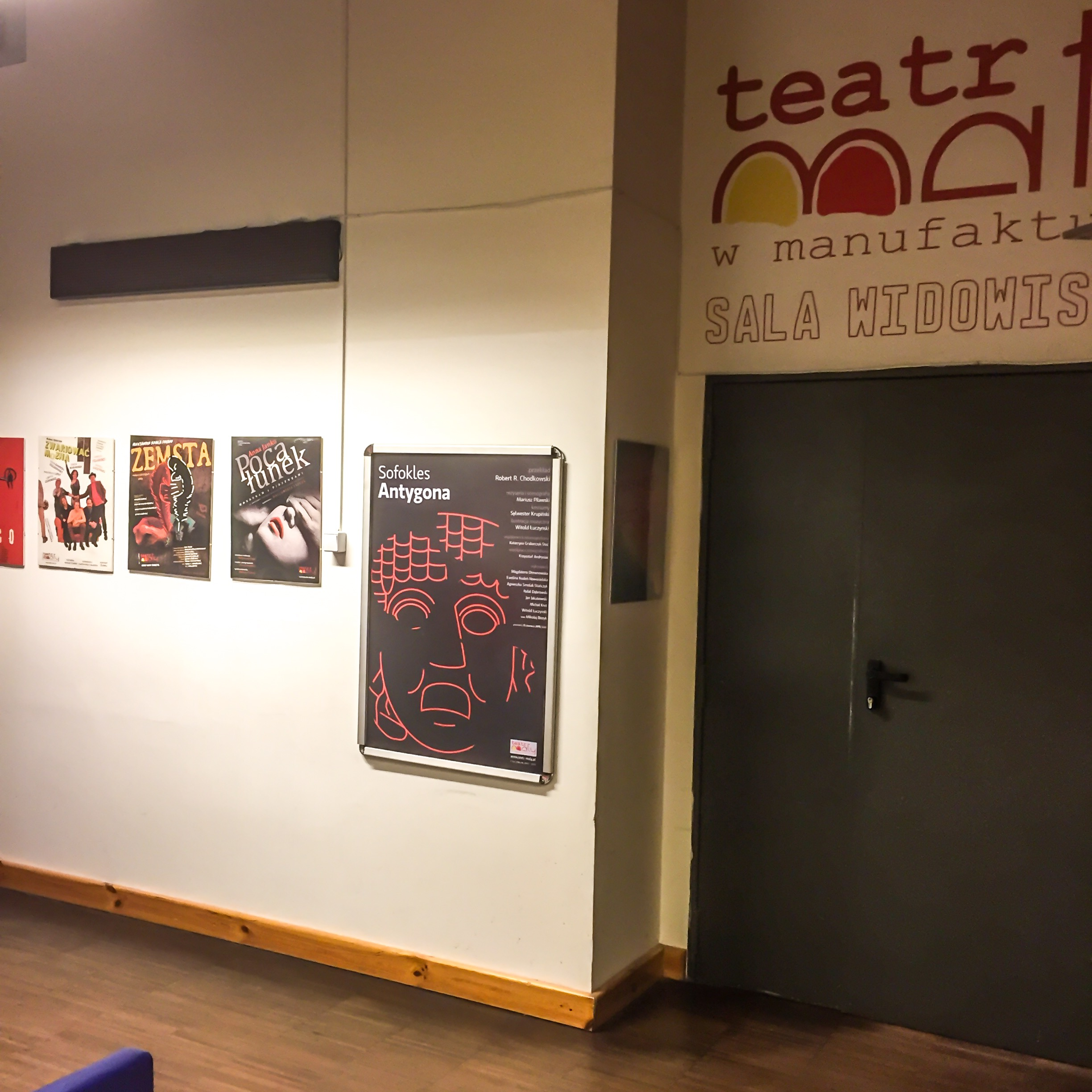
Foyer oraz wejścia na widownię Teatru Małego w Manufakturze (2019)

Teatr zainaugurował swoją działalność 21 czerwca 2009 premierą farsy Morderstwo w hotelu Rona Clarka i Sama Bobricka (ang. Murder at the Howard Johnson's) w reżyserii Mariusz Pilawskiego. Organami założycielskimi sceny są dyrekcja Centrum Manufaktura oraz założone w roku 2007 Stowarzyszenie Komedia Łódzka im. Ludwika Benoit, który jest także patronem ustanowionej w 2018 nagrody "Maska Ludwika". Od grudnia 2010 roku w Teatrze Małym organizowany jest Łódzki Festiwal Monodramu „MONOwMANU”.
W teatrze wystawiane są dramaty m.in. takich autorów jak Anton Czechow, Sławomir Mrożek, Witold Gombrowicz czy Fiodor Dostojewski. Na scenie teatru zobaczyć można było również występy kabaretowe, m.in. Stanisława Tyma, Jacka Fedorowicza, Andrzeja Poniedzielskiego i Artura Andrusa oraz koncerty takich artystów jak Edyta Geppert, Adam Nowak z zespołem Raz, Dwa, Trzy, Jacek Cygan, Stanisław Sojka oraz Michał Bajor.
W 2015 teatr został nagrodzony Armatką Kultury za premierę Balladyny Juliusza Słowackiego (2014), przyznaną w plebiscycie czytelników Kalejdoskopu Magazynu Kulturalnego, wydawanego przez Łódzki Dom Kultury.
Teatr Mały posiada jedną scenę, na której widowni może zasiąść 135 osób.

## Dyrekcja
- od 2009: Mariusz Pilawski – dyrektor naczelny i artystyczny.
  - Marek Kołaczkowski − wicedyrektor[13].

## Zespół artystyczny
W zespole Teatru Małego pracują aktorzy łódzkich scen, między innymi Teatru Nowego im. Kazimierza Dejmka, Teatru Powszechnego oraz Teatru im. Stefana Jaracza, a także wykładowcy Wydziału Aktorskiego Państwowej Wyższej Szkoły Filmowej, Telewizyjnej i Teatralnej im. Leona Schillera w Łodzi.
| - Loretta Cichowicz - Maria Gudejko - Grażyna Walasek - Małgorzata Lipka - Krystyna Czubówna - Magdalena Kaszewska - Elżbieta Czerwińska - Beata Olga Kowalska - Agata Kaczmarek - Anna Grzeszczak - Malwina Irek - Małgorzata Flegel - Teresa Makarska | - Marek Kasprzyk - Paweł Sanakiewicz - Edward Kalisz - Teofil Pietroń - Mikołaj Mikołajczyk - Wojciech Bartoszek - Stanisław Brejdygant - Marek Kołaczkowski - Witold Łuczyński - Tomasz Kubiatowicz - Krzysztof Kaczmarek - Arkadiusz Kurzawa - Dariusz Sosiński - Gracjan Kielar - Krzysztof Pyziak - Bogumił Antczak - Tomasz Kubiatowicz |